# رانجي (لعبة فيديو)
رانجي (لعبة فيديو) (بالإنجليزية: Rangi)‏ هي لعبة فيديو طورتها فون سوفت ونشرتها ديجيغو، صدرت في يناير 2017 بالدار البيضاء وتعمل على أجهزة سامسونج غير في آر وأوكولوس ريفت.
تعمل اللعبة على محرك ألعاب يونيتي.
فكرة اللعبة هي تفاعل اللاعبين مع قطع الألغاز في بيئة صحراوية إفريقية والوصول إلى مساحات جديدة عن طريق حل الألغاز.